# Санта Клара (Куба)
Санта Клара (шп. Santa Clara) је град на Куби у покрајини Виља Клара. Према процени из 2011. у граду је живело 220.020 становника.

## Становништво
Према процени, у граду је 2011. живело 220.020 становника.
| 1991.   | 2011.   |
| ------- | ------- |
| 206.996 | 220.020 |